# Vlastimil Picek
Vlastimil Picek, né le 25 octobre 1956 à Turnov, est un militaire et homme politique tchèque.

### Parcours politique

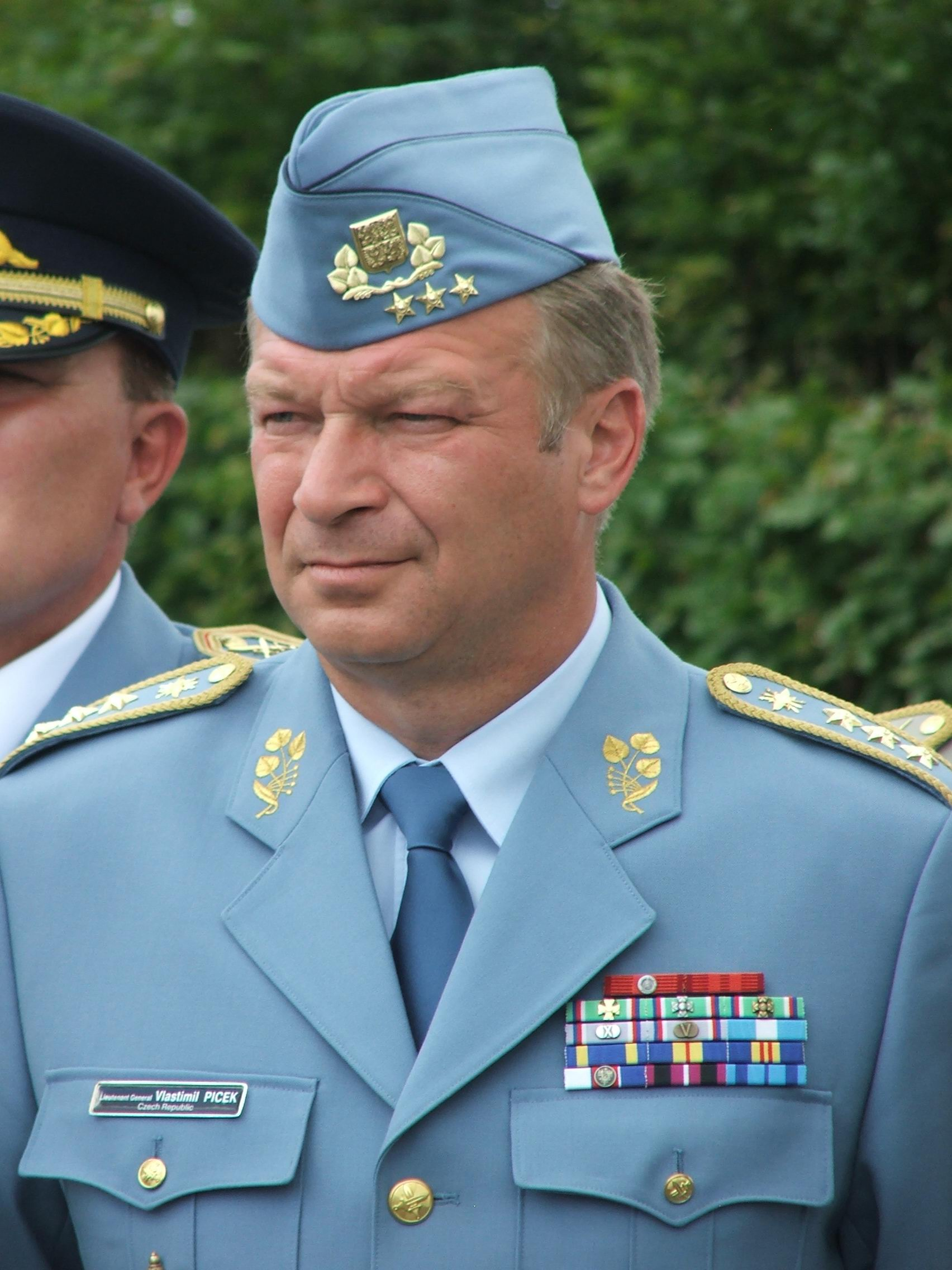
Vlastimil Picek en juin 2008.

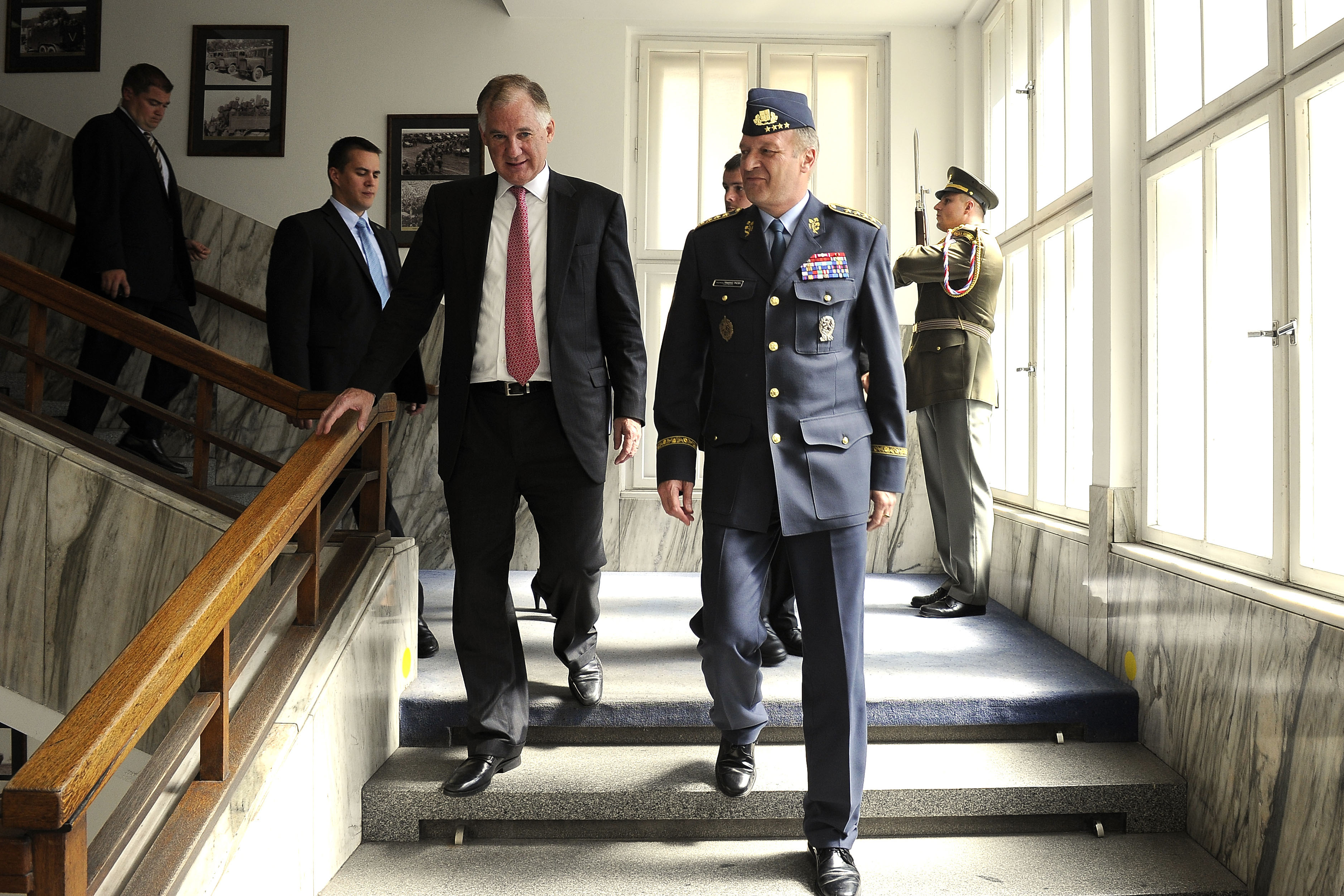
Vlastimil Picek (à droite) en juin 2011.